# 自由党 (日本 1881-1884)
自由党（じゆうとう）とは、1881年（明治13年）に板垣退助らが結成した、日本最初の近代政党。1884年（明治17年）に急進派の行動を抑えることが出来ず解散した。

## 概説
1880年（明治13年）11月10日、国会期成同盟第2回大会において、河野広中、植木枝盛、松田正久らから政党結成の提案が出され、これに基づいて同年12月15日に「自由党準備会」が発足し、自由党結成盟約4か条を定めた。
翌1881年、国会開設の詔が出たことを受けて国会期成同盟を基盤とした政党作りの作業が進められるが、やがて実務責任者であった林包明ら地方出身者の集団と沼間守一ら都市出身者の集団の間で確執が生じ、沼間らは離脱した（後に立憲改進党に合流）。
10月18日に浅草井生村楼で地方出身者と反沼間派の都市出身者によって創立大会を開催、29日に盟約、規約、人事などを定め、初代総理（党首）は板垣、副総理に中島信行、常議員に馬場辰猪・末広重恭・後藤象二郎・竹内綱、幹事に林包明・山際七司・内藤魯一・大石正巳・林正明が選出された。フランス流急進主義の影響のもと、一院制、民本主義、尊王論、選挙制度の構築などを掲げた。板垣・中島・後藤らは当初固辞したが11月9日の臨時会議で、就任を受諾した。

## 自由党の尊王論
板垣退助は、明治15年（1882年）3月、『自由党の尊王論』を著し、自由主義は尊皇主義と同一であることを力説し自由民権の意義を説いた。

## 自由民権運動
自由民権運動の担い手として全国に組織を広げるも、集会条例による弾圧や1882年（明治15年）4月6日の岐阜事件、同年秋の板垣外遊の是非を巡る内紛（9月17日、外遊反対決議）による馬場、末広、大石の離党、さらに板垣の留守中には、党内急進派が貧農層と激派を形勢して様々な事件を起こす。その後、同年12月1日の福島事件、翌1883年（明治16年）3月20日の高田事件により弾圧が強化、さらに過激な行動に奔るという悪循環に陥り、同じ民権派の立憲改進党との対立も党内の混乱に拍車をかけた。
帰国した板垣は、党の先行きに不安を感じ、解党するか党再建のために10万円の政治資金を調達するかのいずれかの選択を提議した。しかし、有力な資金提供者であった豪農層が松方デフレにより相次ぎ脱落したため資金集めに失敗し、1884年（明治17年）3月13日、東京の自由党大会で、総理に専断決行の特権を与えて権限を強化し、文武館（のち有一館と命名）を設立して板垣の下に党員の結集を図るが、執行部は地方の急進派を押さえきれなかった。そして、9月の加波山事件によって解党論が高まり、10月29日に大阪で解党大会を開いた（当時獄中にいた星亨は解党反対の電報を打ったが、板垣から「バカイフナ（馬鹿言うな）」と返電された）。
なお、急進派による最大の蜂起事件である秩父事件はその直後10月31日に発生している。

## 関連文献
- 宇田友猪、和田三郎『自由党史 上』五車楼、1910年。NDLJP:991339。
- 宇田友猪、和田三郎『自由党史 下』五車楼、1910年。NDLJP:991340。